# کارچاق‌کن (جرم)
تمیزکننده (انگلیسی: Cleaner) یا فیکسر (درست‌کننده یا روبه‌راه‌کننده) شخصی است که پس از وقوع جرم، اقدام به پاک‌کردن و از بین بردن ردپاهای فیزیکی کرده یا از آن‌ها، برای فشار آوردن یا باج‌گیری از شخصی که جرم را مرتکب شده، استفاده می‌کند. فیکسر نیز نقشی مشابه پاک‌کننده دارد اما اغلب، کمتر از پاک‌کننده درگیر صحنه جرم می‌شود و سعی می‌کند اثرات مخرب عمومی یک عمل را برای شخصی که آن عمل را انجام داده (معمولاً افراد مشهور یا سیاست‌مداران)، با تغییر دادن داستان یا کمرنگ کردن اثرات آن، کمتر کند.
این شخص ممکن است مدارک و شواهد را در صحنه جرم، از میان ببرد یا پاک کند. به عنوان یکی از تیپ‌های مشهور در داستان‌های جنایی، پاک‌کننده می‌تواند یک قاتل حرفه‌ای باشد که برای از میان بردن یک موقعیت خاص، مرتکب قتل شود. تمیزکننده همین‌گونه می‌تواند به اصطلاحی عامیانه اشاره داشته باشد که مربوط به فردی است عضو سازمانی مجرمانه یا مأموری مخفی که یک جسد را پس از قتل، پنهان کرده یا از میان می‌برد.
در مقابل، پاکسازی قانونی صحنه جرم قرار دارد که کاری است مشروع برای از میان بردن و پاک‌کردن صحنه جرم از خون و دیگر مواد خطرناک یا بیماری‌زا مانند مواد شیمیایی خطرناکی که در یک آزمایشگاه ساخت مواد مخدر وجود دارد و از سوی مقام‌های مسئول، مجاز دانسته می‌شود.
از نمونه‌های داستانی شخصیت تمیزکننده می‌توان به ژان رنو در نقش ویکتور در فیلم دختری به نام نیکیتا (۱۹۹۰)، هاروی کایتل در نقش ویکتور در فیلم نقطه بی‌بازگشت (۱۹۹۳)، آقای وولف در فیلم کوئنتین تارانتینو به نام داستان عامه‌پسند (۱۹۹۴)، جرج کلونی در نقش مایکل کلیتون در فیلمی به همین نام (۲۰۰۷) و جاناتان بنکس در نقش مایک ارمنترانت در سریال برکینگ بد (۲۰۱۳-۲۰۰۸) و بهتره با ساول تماس بگیری (۲۰۱۵-۲۰۲۲) اشاره کرد.